# ميشيل فاسكونسيلوس
ميشيل فاسكونسيلوس (بالإنجليزية: Michele Vasconcelos)‏ هي لاعبة كرة قدم أمريكية، ولدت في 11 أبريل 1994 في ساندي في الولايات المتحدة. لعبت مع شيكاغو رد ستارز.

## وصلات خارجية
- ميشيل فاسكونسيلوس على موقع قاعدة بيانات كرة القدم.إي يو (الإنجليزية)
- ميشيل فاسكونسيلوس على موقع Soccerway.com (الإنجليزية)